# Estreito de James Ross

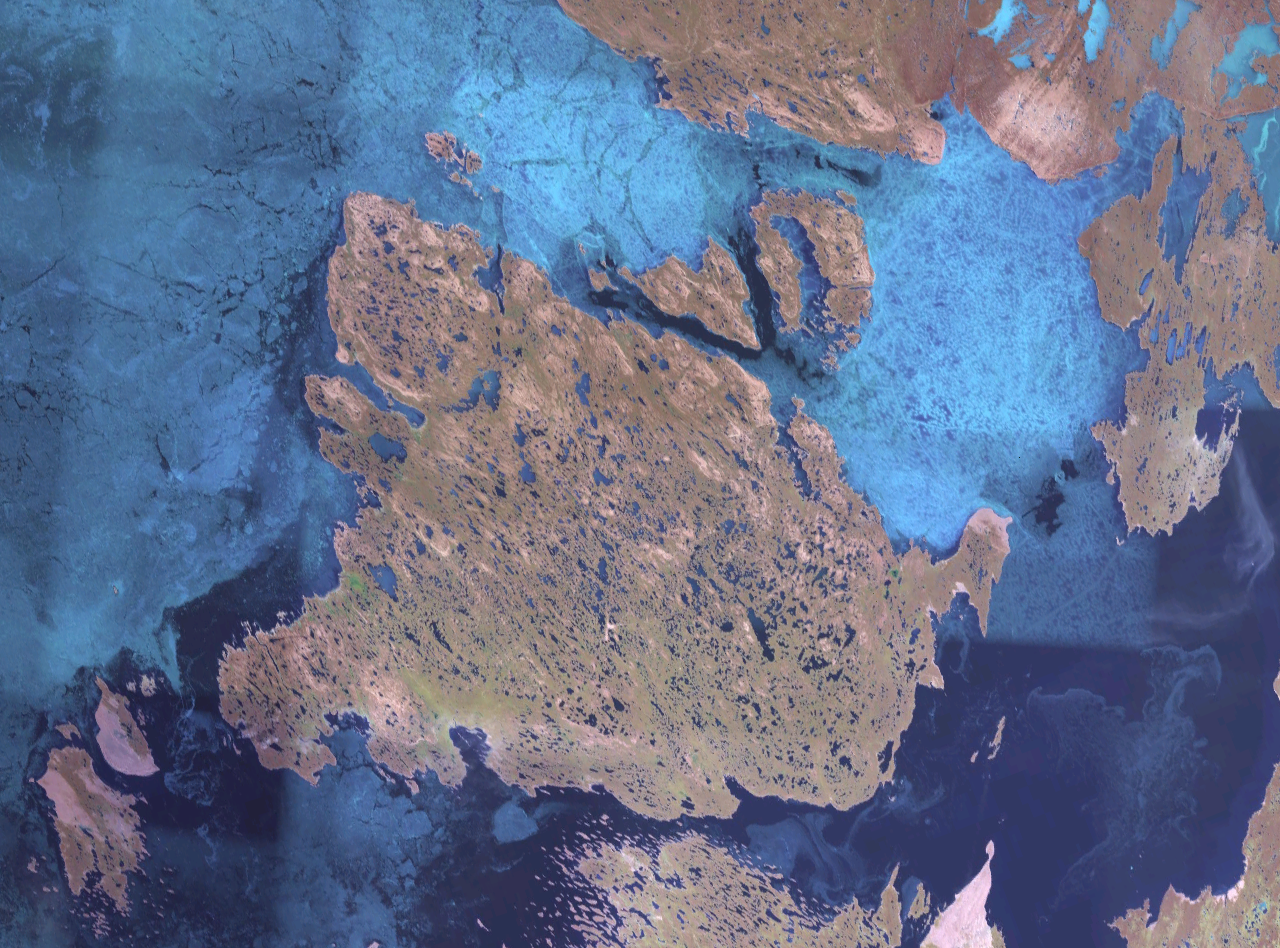
Ilha do Rei Guilherme com o Estreito de James Rosss na costa norte.

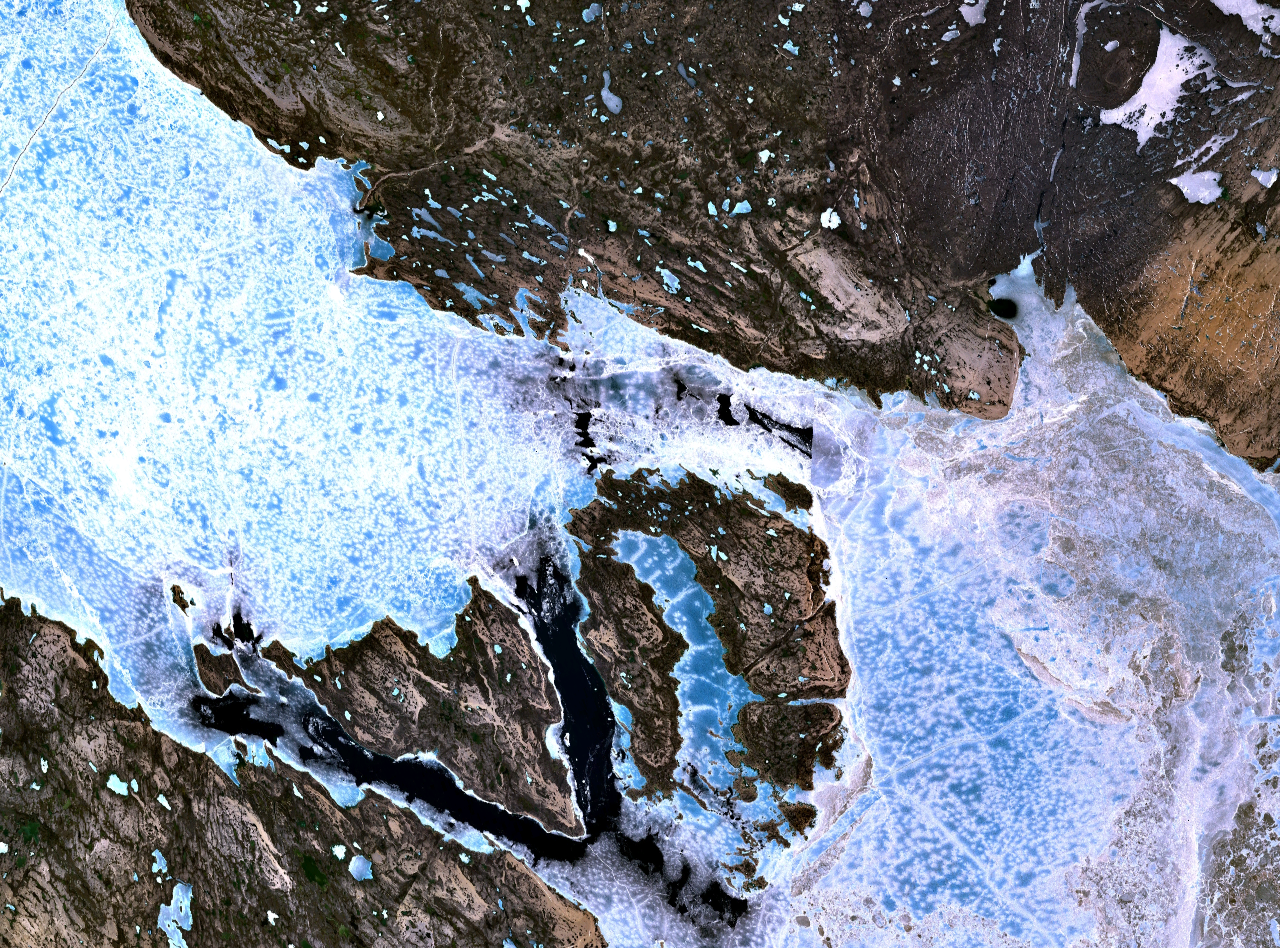
Estreito de James Ross junto a ilha triangular Ilha Tennent e a oeste, Ilha Matty (Imagem do satélite Landsat, NASA).

Estreito de James Ross (em inglês, James Ross Strait) é um passagem marítima entre a Ilha do Rei Guilherme e a Península de Boothia no Arquipélago Ártico Canadiano, em Nunavut, Canadá. 
O nome do estreito é uma homenagem a James Clark Ross (1800-1862), explorador polar britânico.